# Cantó de Saint-Égrève
El cantó de Saint-Égrève  és un cantó francès del departament de la Isèra, situat al districte de Grenoble. Té 7 municipis i el cap és Saint-Égrève.

## Municipis
- Fontanil-Cornillon
- Mont-Saint-Martin
- Proveysieux
- Quaix-en-Chartreuse
- Saint-Égrève
- Saint-Martin-le-Vinoux
- Sarcenas

## Història
| Data d'elecció                           | Identitat         | Partit | Qualitat |
| ---------------------------------------- | ----------------- | ------ | -------- |
| 1973-1985                                | Jean Balestas     | MRG    |          |
| 1985-1998                                | Jean-Yves Poirier | RPR    |          |
| 1998-                                    | Pierre Ribeaud    | PS     |          |
| les dades anteriors no són pas conegudes |                   |        |          |
|                                          |                   |        |          |

| 1962   | 1968   | 1975   | 1982   | 1990   | 1999   | 2007   |
| ------ | ------ | ------ | ------ | ------ | ------ | ------ |
| 12.603 | 19.035 | 21.945 | 22.241 | 24.391 | 24.616 | 25.160 |